# Tentativa de golpe de Estado no Chade em 2013

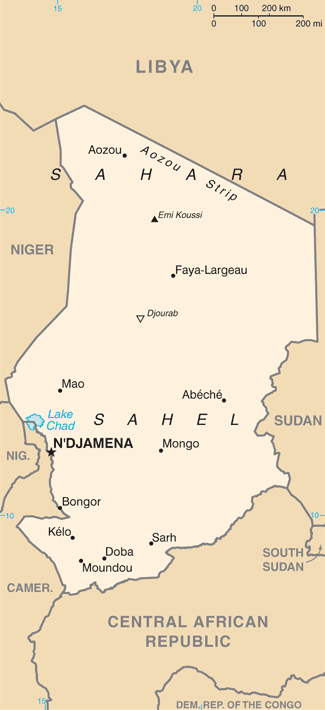
Mapa do Chade.

A tentativa de golpe de Estado no Chade em 2013 foi uma intentona golpista contra o Presidente do Chade Idriss Déby, que foi frustrada em 1 de maio de 2013.  Os confrontos nos quartéis militares a leste da capital N'Djamena, bem como na área residencial da capital ocorreram na tarde do dia 1 de maio e durante essa tentativa de golpe de Estado entre 4 e 8 pessoas morreram.  Moussa Tao Mahamat, um ex-líder rebelde que foi acusado de ser o líder do complô golpista, foi preso no dia em que o golpe foi frustrado. Quatro deputados, dois generais, um jornalista e vários militares foram detidos sob a acusação de participarem do golpe.